# 邱钧
邱钧（1948年—2020年2月6日），中国健美运动员。

## 生平
1948年出生。20世纪50年代，跟随其父亲从福州到武汉汉口。1964年，入武昌车辆厂工作。1990年，参加湖北省第一届健美大赛，并获全省第五名。2003年退休，开始系统性健美训练。2017年，在中国健美健身公开赛（黄石站）取得男子健美元老组第三名。2019年，在江苏淮安举办的“世界奥赛之夜”上获得亚军。

### 逝世
2020年1月，武汉开始出现新型冠状病毒疫情，但邱钧仍然每天到中山公园锻炼直至1月23日。1月23日，邱钧到汉阳的女儿家中过年。1月24日，湖北省启动重大突发公共事件I级响应，当天，邱钧开始发烧，没有食欲，测得体温为37.7℃，其家人将其送回万松园家中并进行隔离观察。1月29日，在社区医院验血后，医生直接让他去武汉市协和医院就诊，但由于协和医院院内人流过大，翌日其家人将其送往湖北省新华医院进行CT检查，诊断意见为双肺多发感染性病变。1月31日，又到协和医院申请核酸测试，体温升至38.4℃。2月1日，邱钧完成咽拭子采样，翌日确诊为新型冠状病毒肺炎，在武汉市红十字会医院接受治疗。2月6日病逝，享壽72岁。